# Cadre-47/1-Europameisterschaft 1993

Logo CEB (ausrichtender Verband)

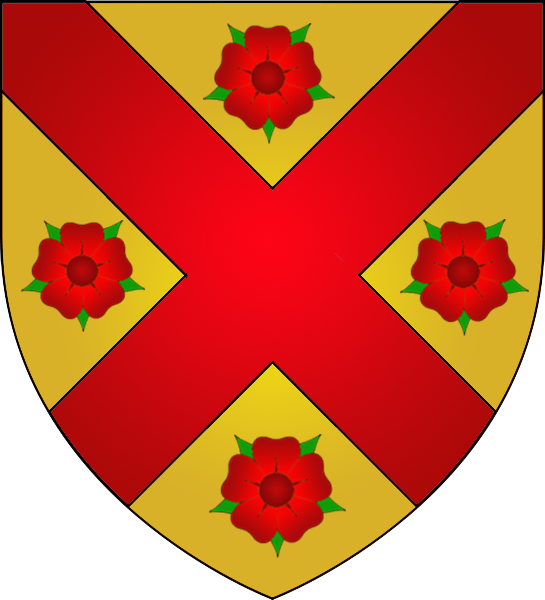
Veranstaltungsort: Bad Mondorf

Die Cadre-47/1-Europameisterschaft 1993 war das 29. Turnier in dieser Disziplin des Karambolagebillards und fand vom 24. bis zum 28. Februar 1993 im luxemburgischen Bad Mondorf statt. Es war die zweite Cadre-47/1-Europameisterschaft in Luxemburg.

## Geschichte
Die EM im Cadre 47/1 1993 in Bad Mondorf war ein Turnier der Deutschen. Platz eins, zwei und vier gab es bisher noch nie. Der Bochumer Fabian Blondeel gewann am Ende den Titel im Finale mit 2:1 Sätzen vor dem Essener   Martin Horn. Die beste Partie des Turniers fand im Viertelfinale zwischen dem neuen Europameister und dem Belgier Peter de Backer statt. Blondeel siegte mit 2:0 Sätzen zweimal in einer Aufnahme. Im Spiel um Platz drei verlor Wolfgang Zenkner mit 0:2 Sätzen gegen Frédéric Caudron, der einmal mehr den besten GD des Turniers spielte.

## Turniermodus
Es wurde eine Vor-Qualifikationsrunde und eine Haupt-Qualifikationsrunde gespielt. In dieser qualifizierten sich neun Spieler für das Hauptturnier. Hier trafen sie auf die sieben gesetzten Spieler laut Rangliste. Das ganze Turnier wurde im Satzsystem mit zwei Gewinnsätzen à 100 Punkte gespielt. Es wurde ohne Nachstoß gespielt, außer bei einem Unentschieden in einer Aufnahme. Ab jetzt war bei einer Aufnahme ein Unentschieden in einem Satz möglich. Bei Satzpunktgleichheit wurde ein Entscheidungssatz gespielt. Bei MP-Gleichstand wird in folgender Reihenfolge gewertet:
1. MP = Matchpunkte
2. SP = Satzpunkte
3. GD = Generaldurchschnitt
4. HS = Höchstserie

## Qualifikation

### Vor-Qualifikation
| Abschlusstabelle Gruppe A | Abschlusstabelle Gruppe A | Abschlusstabelle Gruppe A | Abschlusstabelle Gruppe A | Abschlusstabelle Gruppe A | Abschlusstabelle Gruppe A | Abschlusstabelle Gruppe A | Abschlusstabelle Gruppe A | Abschlusstabelle Gruppe A | Abschlusstabelle Gruppe A |
| Platz                     | Name                      | MP                        | SP                        | Pkte                      | Aufn.                     | GD                        | BED                       | HS                        |                           |
| ------------------------- | ------------------------- | ------------------------- | ------------------------- | ------------------------- | ------------------------- | ------------------------- | ------------------------- | ------------------------- | ------------------------- |
| 1                         | Christian Dressel         | 4:0                       | 8:4                       | 285                       | 40                        | 7,12                      | 11,38                     | 29                        |                           |
| 2                         | René Tull                 | 2:2                       | 6:4                       | 271                       | 34                        | 7,97                      | 15,00                     | 55                        |                           |
| 3                         | Robert Pragst             | 0:4                       | 2:8                       | 183                       | 20                        | 9,15                      | –                         | 41                        |                           |

| 1 | Piet Adrichem | 4:0 | 8:0 | 240 | 14 | 17,14 | 24,00 | 60 |
| 2 | G. van Beek   | 2:2 | 4:4 | 123 | 11 | 11,18 | 20,00 | 43 |
| 3 | Axel Büscher  | 0:4 | 0:8 | 75  | 14 | 5,35  | –     | 12 |

| Abschlusstabelle Gruppe C | Abschlusstabelle Gruppe C | Abschlusstabelle Gruppe C | Abschlusstabelle Gruppe C | Abschlusstabelle Gruppe C | Abschlusstabelle Gruppe C | Abschlusstabelle Gruppe C | Abschlusstabelle Gruppe C | Abschlusstabelle Gruppe C | Abschlusstabelle Gruppe C |
| Platz                     | Name                      | MP                        | SP                        | Pkte                      | Aufn.                     | GD                        | BED                       | HS                        |                           |
| ------------------------- | ------------------------- | ------------------------- | ------------------------- | ------------------------- | ------------------------- | ------------------------- | ------------------------- | ------------------------- | ------------------------- |
| 1                         | Patrick Niessen           | 4:0                       | 8:0                       | 240                       | 14                        | 17,14                     | 20,00                     | 60                        |                           |
| 2                         | John v/d Stappen          | 4:4                       | 2:2                       | 155                       | 11                        | 14,19                     | 30,00                     | 60                        |                           |
| 3                         | Andreas Fuchs             | 0:4                       | 0:8                       | 52                        | 9                         | 5,77                      | –                         | 22                        |                           |

### Haupt-Qualifikation
| Abschlusstabelle Gruppe A | Abschlusstabelle Gruppe A | Abschlusstabelle Gruppe A | Abschlusstabelle Gruppe A | Abschlusstabelle Gruppe A | Abschlusstabelle Gruppe A | Abschlusstabelle Gruppe A | Abschlusstabelle Gruppe A | Abschlusstabelle Gruppe A | Abschlusstabelle Gruppe A |
| Platz                     | Name                      | MP                        | SP                        | Pkte                      | Aufn.                     | GD                        | BED                       | HS                        |                           |
| ------------------------- | ------------------------- | ------------------------- | ------------------------- | ------------------------- | ------------------------- | ------------------------- | ------------------------- | ------------------------- | ------------------------- |
| 1                         | Peter de Backer           | 4:0                       | 8:2                       | 283                       | 25                        | 11,32                     | 30,00                     | 60                        |                           |
| 2                         | Fabrice Puigvert          | 2:2                       | 4:4                       | 126                       | 18                        | 7,00                      | 8,00                      | 40                        |                           |
| 3                         | Christian Dressel         | 0:4                       | 2:8                       | 172                       | 35                        | 4,91                      | –                         | 35                        |                           |

| Abschlusstabelle Gruppe B | Abschlusstabelle Gruppe B | Abschlusstabelle Gruppe B | Abschlusstabelle Gruppe B | Abschlusstabelle Gruppe B | Abschlusstabelle Gruppe B | Abschlusstabelle Gruppe B | Abschlusstabelle Gruppe B | Abschlusstabelle Gruppe B | Abschlusstabelle Gruppe B |
| Platz                     | Name                      | MP                        | SP                        | Pkte                      | Aufn.                     | GD                        | BED                       | HS                        |                           |
| ------------------------- | ------------------------- | ------------------------- | ------------------------- | ------------------------- | ------------------------- | ------------------------- | ------------------------- | ------------------------- | ------------------------- |
| 1                         | Johan Claessen            | 4:0                       | 8:2                       | 275                       | 36                        | 7,63                      | 8,15                      | 38                        |                           |
| 2                         | Voker Baten               | 2:2                       | 4:4                       | 181                       | 21                        | 8,61                      | 24,00                     | 58                        |                           |
| 3                         | Armin Grimm               | 0:4                       | 2:8                       | 142                       | 22                        | 6,45                      | –                         | 33                        |                           |

| Abschlusstabelle Gruppe C | Abschlusstabelle Gruppe C | Abschlusstabelle Gruppe C | Abschlusstabelle Gruppe C | Abschlusstabelle Gruppe C | Abschlusstabelle Gruppe C | Abschlusstabelle Gruppe C | Abschlusstabelle Gruppe C | Abschlusstabelle Gruppe C | Abschlusstabelle Gruppe C |
| Platz                     | Name                      | MP                        | SP                        | Pkte                      | Aufn.                     | GD                        | BED                       | HS                        |                           |
| ------------------------- | ------------------------- | ------------------------- | ------------------------- | ------------------------- | ------------------------- | ------------------------- | ------------------------- | ------------------------- | ------------------------- |
| 1                         | Patrick Niessen           | 4:0                       | 8:4                       | 309                       | 25                        | 12,36                     | 23,00                     | 60                        |                           |
| 2                         | René Tull                 | 2:2                       | 6:6                       | 264                       | 28                        | 9,43                      | 12,36                     | 39                        |                           |
| 3                         | Stefan Galla              | 0:4                       | 4:8                       | 240                       | 17                        | 14,11                     | –                         | 47                        |                           |

| Abschlusstabelle Gruppe D | Abschlusstabelle Gruppe D | Abschlusstabelle Gruppe D | Abschlusstabelle Gruppe D | Abschlusstabelle Gruppe D | Abschlusstabelle Gruppe D | Abschlusstabelle Gruppe D | Abschlusstabelle Gruppe D | Abschlusstabelle Gruppe D | Abschlusstabelle Gruppe D |
| Platz                     | Name                      | MP                        | SP                        | Pkte                      | Aufn.                     | GD                        | BED                       | HS                        |                           |
| ------------------------- | ------------------------- | ------------------------- | ------------------------- | ------------------------- | ------------------------- | ------------------------- | ------------------------- | ------------------------- | ------------------------- |
| 1                         | Gerrit van Beek           | 4:0                       | 8:2                       | 269                       | 25                        | 10,76                     | 11,46                     | 42                        |                           |
| 2                         | Francis Forton            | 2:2                       | 6:6                       | 243                       | 21                        | 11,57                     | 15,37                     | 56                        |                           |
| 3                         | Franz Stenzel             | 0:4                       | 2:8                       | 145                       | 18                        | 8,05                      | –                         | 40                        |                           |

| Abschlusstabelle Gruppe E | Abschlusstabelle Gruppe E | Abschlusstabelle Gruppe E | Abschlusstabelle Gruppe E | Abschlusstabelle Gruppe E | Abschlusstabelle Gruppe E | Abschlusstabelle Gruppe E | Abschlusstabelle Gruppe E | Abschlusstabelle Gruppe E | Abschlusstabelle Gruppe E |
| Platz                     | Name                      | MP                        | SP                        | Pkte                      | Aufn.                     | GD                        | BED                       | HS                        |                           |
| ------------------------- | ------------------------- | ------------------------- | ------------------------- | ------------------------- | ------------------------- | ------------------------- | ------------------------- | ------------------------- | ------------------------- |
| 1                         | Michael Hikl              | 4:0                       | 8:0                       | 240                       | 26                        | 9,23                      | 12,00                     | 37                        |                           |
| 2                         | Christ Calemein           | 2:2                       | 4:4                       | 211                       | 28                        | 7,53                      | 9,23                      | 32                        |                           |
| 3                         | Carlos Tuset              | 0:4                       | 0:8                       | 120                       | 21                        | 5,71                      | –                         | 21                        |                           |

| Abschlusstabelle Gruppe F | Abschlusstabelle Gruppe F | Abschlusstabelle Gruppe F | Abschlusstabelle Gruppe F | Abschlusstabelle Gruppe F | Abschlusstabelle Gruppe F | Abschlusstabelle Gruppe F | Abschlusstabelle Gruppe F | Abschlusstabelle Gruppe F | Abschlusstabelle Gruppe F |
| Platz                     | Name                      | MP                        | SP                        | Pkte                      | Aufn.                     | GD                        | BED                       | HS                        |                           |
| ------------------------- | ------------------------- | ------------------------- | ------------------------- | ------------------------- | ------------------------- | ------------------------- | ------------------------- | ------------------------- | ------------------------- |
| 1                         | Eddy Leppens              | 4:0                       | 8:4                       | 301                       | 20                        | 15,05                     | 16,44                     | 54                        |                           |
| 2                         | Freek Ottenhof            | 2:2                       | 6:6                       | 286                       | 18                        | 15,88                     | 13,55                     | 60                        |                           |
| 3                         | John v/d Stappen          | 0:4                       | 4:8                       | 285                       | 15                        | 19,00                     | –                         | 60                        |                           |

| Abschlusstabelle Gruppe G | Abschlusstabelle Gruppe G | Abschlusstabelle Gruppe G | Abschlusstabelle Gruppe G | Abschlusstabelle Gruppe G | Abschlusstabelle Gruppe G | Abschlusstabelle Gruppe G | Abschlusstabelle Gruppe G | Abschlusstabelle Gruppe G | Abschlusstabelle Gruppe G |
| Platz                     | Name                      | MP                        | SP                        | Pkte                      | Aufn.                     | GD                        | BED                       | HS                        |                           |
| ------------------------- | ------------------------- | ------------------------- | ------------------------- | ------------------------- | ------------------------- | ------------------------- | ------------------------- | ------------------------- | ------------------------- |
| 1                         | Wolfgang Zenkner          | 4:0                       | 9:3                       | 306                       | 14                        | 21,85                     | 26,57                     | 60                        |                           |
| 2                         | Raymond Knoors            | 2:2                       | 7:7                       | 337                       | 19                        | 17,73                     | 14,08                     | 60                        |                           |
| 3                         | Pedro Arnau               | 0:4                       | 2:8                       | 164                       | 17                        | 9,64                      | –                         | 26                        |                           |

| Abschlusstabelle Gruppe H | Abschlusstabelle Gruppe H | Abschlusstabelle Gruppe H | Abschlusstabelle Gruppe H | Abschlusstabelle Gruppe H | Abschlusstabelle Gruppe H | Abschlusstabelle Gruppe H | Abschlusstabelle Gruppe H | Abschlusstabelle Gruppe H | Abschlusstabelle Gruppe H |
| Platz                     | Name                      | MP                        | SP                        | Pkte                      | Aufn.                     | GD                        | BED                       | HS                        |                           |
| ------------------------- | ------------------------- | ------------------------- | ------------------------- | ------------------------- | ------------------------- | ------------------------- | ------------------------- | ------------------------- | ------------------------- |
| 1                         | Philippe Deraes           | 4:0                       | 8:4                       | 302                       | 26                        | 11,61                     | 13,08                     | 47                        |                           |
| 2                         | Robert Steinbach          | 2:2                       | 6:6                       | 247                       | 31                        | 7,96                      | 8,35                      | 39                        |                           |
| 3                         | Kurt Mastny               | 0:4                       | 4:8                       | 192                       | 27                        | 7,11                      | –                         | 37                        |                           |

| Abschlusstabelle Gruppe I | Abschlusstabelle Gruppe I | Abschlusstabelle Gruppe I | Abschlusstabelle Gruppe I | Abschlusstabelle Gruppe I | Abschlusstabelle Gruppe I | Abschlusstabelle Gruppe I | Abschlusstabelle Gruppe I | Abschlusstabelle Gruppe I | Abschlusstabelle Gruppe I |
| Platz                     | Name                      | MP                        | SP                        | Pkte                      | Aufn.                     | GD                        | BED                       | HS                        |                           |
| ------------------------- | ------------------------- | ------------------------- | ------------------------- | ------------------------- | ------------------------- | ------------------------- | ------------------------- | ------------------------- | ------------------------- |
| 1                         | Piet Adrichem             | 4:0                       | 8:2                       | 269                       | 16                        | 16,81                     | 18,62                     | 60                        |                           |
| 2                         | Marc Massé                | 2:2                       | 4:4                       | 198                       | 15                        | 13,20                     | 15,00                     | 32                        |                           |
| 3                         | Jean Arnaud               | 0:4                       | 2:8                       | 113                       | 15                        | 7,53                      | –                         | 41                        |                           |

## Hauptturnier
| Name             | MP | SP  | Pkte. | Aufn. | GD     | BSD    | HS  |
| ---------------- | -- | --- | ----- | ----- | ------ | ------ | --- |
| 1. Runde         |    |     |       |       |        |        |     |
| Stephan Horvath  | 2  | 4:0 | 200   | 3     | 66,66  | 100,00 | 100 |
| Michael Hikl     | 0  | 0:4 | 75    | 3     | 25,00  | –      | 56  |
| Patrick Niessen  | 2  | 4:0 | 200   | 8     | 25,00  | 100,00 | 100 |
| Gerrit van Beek  | 0  | 0:4 | 75    | 7     | 10,71  | –      | 25  |
| Martin Horn      | 2  | 4:0 | 200   | 8     | 25,00  | 25,00  | 60  |
| Wolfgang Zenkner | 0  | 0:4 | 62    | 7     | 8,85   | –      | 30  |
| Frédéric Caudron | 2  | 4:0 | 200   | 7     | 28,57  | 50,00  | 97  |
| Eddy Leppens     | 0  | 0:4 | 84    | 6     | 14,00  | –      | 26  |
| Piet Adrichem    | 2  | 4:2 | 278   | 17    | 16,35  | 20,00  | 70  |
| Henri Tilleman   | 0  | 2:4 | 174   | 16    | 10,87  | 16,66  | 47  |
| Brahim Djoubri   | 2  | 4:0 | 200   | 6     | 33,33  | 33,33  | 97  |
| Philippe Deraes  | 0  | 0:4 | 9     | 5     | 1,80   | –      | 7   |
| Fonsy Grethen    | 0  | 2:4 | 189   | 11    | 17,18  | 33,33  | 60  |
| Peter de Backer  | 2  | 4:2 | 281   | 11    | 25,54  | 100,00 | 100 |
| Fabian Blondeel  | 2  | 4:0 | 200   | 19    | 10,52  | 14,28  | 57  |
| Johan Claessen   | 0  | 0:4 | 89    | 18    | 4,94   | –      | 40  |
| 2. Runde         |    |     |       |       |        |        |     |
| Stephan Horvath  | 0  | 2:4 | 132   | 9     | 14,66  | 25,00  | 64  |
| Patrick Niessen  | 2  | 4:2 | 232   | 10    | 23,20  | 50,00  | 65  |
| Martin Horn      | 2  | 4:0 | 200   | 8     | 25,00  | 50,00  | 63  |
| Frédéric Caudron | 0  | 0:4 | 102   | 7     | 14,57  | –      | 61  |
| Piet Adrichem    | 2  | 4:2 | 202   | 9     | 22,44  | 33,33  | 61  |
| Brahim Djoubri   | 0  | 2:4 | 197   | 8     | 24,62  | 50,00  | 64  |
| Peter de Backer  | 0  | 0:4 | 33    | 2     | 16,50  | –      | 33  |
| Fabian Blondeel  | 2  | 4:0 | 200   | 2     | 100,00 | 100,00 | 100 |
| 3. Runde         |    |     |       |       |        |        |     |
| Patrick Niessen  | 0  | 0:4 | 48    | 10    | 4,80   | -      | 17  |
| Martin Horn      | 2  | 4:0 | 200   | 11    | 18,18  | 50,00  | 88  |
| Piet Adrichem    | 0  | 0:4 | 31    | 5     | 6,20   | –      | 21  |
| Fabian Blondeel  | 2  | 4:0 | 200   | 5     | 40,00  | 100,00 | 100 |
| Finale           |    |     |       |       |        |        |     |
| Martin Horn      | 0  | 2:4 | 233   | 11    | 21,18  | 20,00  | 77  |
| Fabian Blondeel  | 2  | 4:2 | 275   | 10    | 27,50  | 100,00 | 100 |

| Name             | MP | SP  | Pkte. | Aufn. | GD    | BED    | HS  |
| ---------------- | -- | --- | ----- | ----- | ----- | ------ | --- |
| 1. Runde         |    |     |       |       |       |        |     |
| Michael Hikl     | 2  | 4:2 | 212   | 22    | 9,63  | 12,50  | 61  |
| Gerrit van Beek  | 0  | 2:4 | 257   | 21    | 12,23 | 50,00  | 97  |
| Wolfgang Zenkner | 2  | 4:2 | 294   | 12    | 24,50 | 50,00  | 100 |
| Eddy Leppens     | 0  | 2:4 | 182   | 12    | 15,16 | 12,50  | 38  |
| Henri Tilleman   | 2  | 4:0 | 200   | 8     | 25,00 | 33,33  | 80  |
| Philippe Deraes  | 0  | 0:4 | 122   | 7     | 17,42 | –      | 48  |
| Fonsy Grethen    | 2  | 4:0 | 200   | 7     | 28,57 | 33,33  | 64  |
| Johan Claessen   | 0  | 0:4 | 42    | 6     | 7,00  | –      | 23  |
| 2. Runde         |    |     |       |       |       |        |     |
| Michael Hikl     | 2  | 4:3 | 300   | 10    | 30,00 | 100,00 | 100 |
| Peter de Backer  | 0  | 3:4 | 256   | 9     | 28,44 | 100,00 | 100 |
| Wolfgang Zenkner | 2  | 4:2 | 207   | 16    | 12,93 | 14,28  | 62  |
| Brahim Djoubri   | 0  | 2:4 | 194   | 15    | 12,93 | 100,00 | 100 |
| Henri Tilleman   | 0  | 2:4 | 158   | 9     | 17,55 | 20,00  | 47  |
| Frédéric Caudron | 2  | 4:2 | 288   | 9     | 32,00 | 100,00 | 100 |
| Fonsy Grethen    | 0  | 2:4 | 165   | 9     | 18,33 | 50,00  | 64  |
| Stephan Horvath  | 2  | 4:2 | 259   | 9     | 28,77 | 100,00 | 100 |
| 3. Runde         |    |     |       |       |       |        |     |
| Michael Hikl     | 0  | 0:4 | 55    | 8     | 6,87  | -      | 25  |
| Wolfgang Zenkner | 2  | 4:0 | 200   | 9     | 22,22 | 25,00  | 70  |
| Frédéric Caudron | 2  | 4:2 | 200   | 4     | 50,00 | 100,00 | 100 |
| Stephan Horvath  | 0  | 2:4 | 146   | 3     | 48,66 | 100,00 | 100 |
| 4. Runde         |    |     |       |       |       |        |     |
| Wolfgang Zenkner | 2  | 4:2 | 293   | 7     | 41,85 | 100,00 | 100 |
| Patrick Niessen  | 0  | 2:4 | 103   | 7     | 14,71 | 20,00  | 54  |
| Frédéric Caudron | 2  | 4:2 | 281   | 8     | 35,12 | 100,00 | 100 |
| Piet Adrichem    | 0  | 2:4 | 184   | 8     | 23,00 | 16,66  | 83  |
| Spiel um Platz 3 |    |     |       |       |       |        |     |
| Wolfgang Zenkner | 0  | 0:4 | 98    | 4     | 24,50 | –      | 54  |
| Frédéric Caudron | 2  | 4:0 | 200   | 4     | 50,00 | 100,00 | 100 |

## Abschlusstabelle
| Platz                                 | Name             | Spiele | MP   | SP    | Pkte | Aufn. | GD    | BED    | BSD    | HS  |
| ------------------------------------- | ---------------- | ------ | ---- | ----- | ---- | ----- | ----- | ------ | ------ | --- |
| 1                                     | Fabian Blondeel  | 4      | 8:0  | 16:2  | 875  | 36    | 24,30 | 100,00 | 100,00 | 100 |
| 2                                     | Martin Horn      | 4      | 6:2  | 14:4  | 833  | 38    | 21,92 | 25,00  | 50,00  | 88  |
| 3                                     | Frédéric Caudron | 6      | 10:2 | 20:10 | 1271 | 39    | 32,58 | 50,00  | 100,00 | 100 |
| 4                                     | Wolfgang Zenkner | 6      | 8:4  | 16:14 | 1154 | 55    | 20,98 | 41,85  | 100,00 | 100 |
| 5                                     | Patrick Niessen  | 4      | 4:4  | 10:10 | 583  | 35    | 16,65 | 25,00  | 100,00 | 100 |
| 6                                     | Piet Adrichem    | 4      | 4:4  | 10:12 | 695  | 39    | 17,82 | 22,44  | 33,33  | 83  |
| 7                                     | Stephan Horvath  | 4      | 4:4  | 12:10 | 737  | 24    | 30,70 | 66,66  | 100,00 | 100 |
| 8                                     | Michael Hikl     | 4      | 4:4  | 9:13  | 642  | 43    | 14,93 | 30,00  | 100,00 | 100 |
| 9                                     | Fonsy Grethen    | 3      | 2:4  | 8:8   | 554  | 27    | 20,51 | 28,57  | 50,00  | 64  |
| 10                                    | Brahim Djoubri   | 3      | 2:4  | 8:8   | 591  | 29    | 20,37 | 33,33  | 100,00 | 100 |
| 11                                    | Henri Tilleman   | 3      | 2:4  | 8:8   | 532  | 33    | 16,12 | 25,00  | 33,33  | 80  |
| 12                                    | Peter de Backer  | 3      | 2:4  | 7:11  | 570  | 22    | 25,90 | 25,54  | 100,00 | 100 |
| 13                                    | Eddy Leppens     | 2      | 0:4  | 2:8   | 266  | 18    | 14,77 | –      | 12,50  | 38  |
| 14                                    | Gerrit van Beek  | 2      | 0:4  | 2:8   | 332  | 28    | 11,85 | –      | 50,00  | 97  |
| 15                                    | Philippe Deraes  | 2      | 0:4  | 0:8   | 131  | 11    | 10,91 | –      | –      | 48  |
| 16                                    | Johan Claessen   | 2      | 0:4  | 0:8   | 131  | 24    | 5,46  | –      | –      | 40  |
| Turnierdurchschnitt (Endrunde): 19,71 |                  |        |      |       |      |       |       |        |        |     |